# Saeul
Saeul är en kommun och en liten stad i västra Luxemburg. Den ligger i kantonen Canton de Redange och distriktet Diekirch, i den centrala delen av landet, 16 kilometer nordväst om huvudstaden Luxemburg. Antalet invånare är 697. Arean är 14,9 kvadratkilometer. Saeul gränsar till Hobscheid, Beckerich, Useldange, Boevange-sur-Attert, Tuntange och Septfontaines.
Terrängen i Saeul är platt.

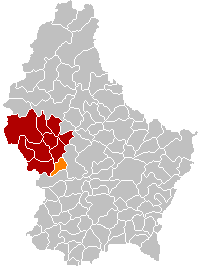
Saeul markerad med orange i karta över Luxemburg

Trakten runt Saeul består till största delen av jordbruksmark. Runt Saeul är det tätbefolkat, med 550 invånare per kvadratkilometer.